# Pohjajärvi (sjö i Kuopio, Norra Savolax)
Pohjajärvi är en sjö i kommunen Kuopio i landskapet Norra Savolax i Finland. Den är 20,5 meter djup. Arean är 36 hektar och strandlinjen är 4,45 kilometer lång. Sjön  ingår i Vuoksens huvudavrinningsområde.   Den ligger omkring 19 kilometer öster om Kuopio och omkring 340 kilometer nordöst om Helsingfors. 